# The Creator
The Creator è un film del 2023 co-scritto, diretto e co-prodotto da Gareth Edwards.
La pellicola è interpretata da John David Washington, Gemma Chan, Ken Watanabe, Sturgill Simpson e Allison Janney.

## Trama
Nel 2065 un'intelligenza artificiale creata dal governo degli Stati Uniti fa esplodere una testata nucleare su Los Angeles, in California. In risposta, gli Stati Uniti e i loro alleati occidentali si impegnano a sradicare l'IA dalla terra al fine di prevenire l'estinzione dell'umanità. I loro sforzi sono contrastati dalla Nuova Asia (una regione che comprende l'Asia sudorientale, Giappone, Taiwan, Bangladesh, Bhutan, Nepal e parti dell'India), i cui abitanti continuano ad abbracciare l'IA nonostante le proteste dell'Occidente.
L'esercito americano lancia una campagna militare contro l'IA, cercando di assassinare "Nirmata", il misterioso capo architetto che si cela dietro i progressi dell'IA della Nuova Asia. La USS NOMAD (North American Orbital Mobile Aerospace Defense) è sviluppata come una stazione spaziale in grado di lanciare attacchi distruttivi dallo spazio.
Un decennio dopo la distruzione di Los Angeles, il sergente dell'esercito americano Joshua Taylor è un agente sotto copertura infiltrato nella Nuova Asia ed è sposato con Maya, una donna che i militari credono essere la figlia di Nirmata. Quando le forze statunitensi attaccano la loro casa, rivelando a Maya che Joshua è un agente segreto che vuole usarla per trovare Nirmata, Maya fugge via, ma viene uccisa in un successivo attacco NOMAD.
Cinque anni dopo, Joshua lavora come parte della squadra di pulizia di Ground Zero a Los Angeles. Viene avvicinato dal generale Andrews e dal colonnello Howell, che lo recluta in una missione volta a localizzare e distruggere una nuova arma progettata da Nirmata, "Alpha O". La nuova arma è ritenuta in grado di distruggere la piattaforma NOMAD, e se così fosse sposterebbe l'equilibrio della guerra a favore dell'IA. Vista la reticenza dell'uomo, gli mostrano un video che mostra Maya viva, dandogli a intendere che potrebbe trovarla.
Nella Nuova Asia Joshua riesce a entrare nel complesso che si crede contenga l'arma: qui scopre un "simulante" robotico che ha l'aspetto di una bambina, che ha la capacità di controllare a distanza la tecnologia. Soprannominandola "Alphie", Joshua disobbedisce agli ordini di Howell di uccidere il simulante e con Alphie si dirige verso la capitale provinciale per trovare Drew, l'ex comandante di Joshua, il quale riferisce a Joshua che Alphie potrebbe diventare l'arma più potente del pianeta se le sue capacità di controllare la tecnologia crescessero esponenzialmente.
La polizia attacca l'appartamento di Drew, uccidendo la sua fidanzata simulante, mentre Howell e il membro della squadra McBride si avvicinano. Con l'aiuto di Drew, Joshua individua nella sua vecchia casa sulla spiaggia l'anello con un tracking di Maya, ma non la trova, e il gruppo ancora una volta viene attaccato. Prima di morire, Drew dice a Joshua che il raid di cinque anni prima era avvenuto perché l'esercito sapeva che Maya in realtà era Nirmata. Joshua e Alphie vengono catturati dalle forze neoasiatiche guidate da Harun, un soldato simulante ed ex alleato di Joshua, e vengono portati al loro villaggio.
Harun afferma che la tragedia di Los Angeles è stata causata da un errore di codifica umana e che il governo degli Stati Uniti ha ingiustamente dato la colpa all'IA, che desidera solo coesistere pacificamente con l'umanità, rivelando anche come Maya divenne la seconda Nirmata, dopo la morte di suo padre. Dopo essere sfuggito ai suoi rapitori, Joshua salva Alphie e si prepara a fuggire, mentre Howell conduce un attacco al villaggio. Alphie interviene con le sue abilità sul ponte per bloccare un droide esplosivo, ma viene ferita di striscio da McBride che viene ucciso da Joshua. 
Joshua e Alphie vengono catturati dalle forze statunitensi e portati a Los Angeles, dove Joshua è costretto a uccidere Alphie con un'arma elettroshock. Tuttavia Andrews in seguito scopre che si tratta di uno stratagemma: aveva infatti solamente fatto andare Alphie in stand-by. La coppia fugge prima che Alphie possa essere incenerita. A bordo di una navetta lunare al Los Angeles Interplanetary Air and Space Port, Alphie costringe il veicolo spaziale ad atterrare a bordo di NOMAD, proprio mentre Andrews ordina un assalto su larga scala alle restanti basi IA in tutto il mondo.
Joshua pianta un esplosivo, ma - prima che possa arrivare alla capsula di fuga - Andrews attiva un robot tentacolare che gli impedisce di entrare, e Joshua è costretto a espellere il veicolo, con Alphie dentro. Vagando nei pochi attimi che gli restano sulla base, incontra un androide con le sembianze di Maya, nella quale poco prima tramite mind uploading Alphie aveva trasferito i ricordi e la coscienza della madre. I due riescono per pochi attimi a incontrarsi nuovamente prima della distruzione della NOMAD. Intanto, sulla Terra, Alphie vede la sua gente celebrare la distruzione dei NOMAD e la libertà.

## Produzione
Il titolo iniziale del film era True Love.
Le riprese del film, iniziate il 17 gennaio 2022 in Thailandia, sono terminate il 30 maggio dello stesso anno.
Il budget del film è stato di 80 milioni di dollari.

## Promozione
Il primo trailer del film è stato diffuso il 17 maggio 2023.

## Distribuzione
Il film è stato distribuito nelle sale cinematografiche italiane a partire dal 28 settembre 2023 e in quelle statunitensi dal 29 settembre 2023.

## Accoglienza

### Incassi
A fronte di un budget di 80 milioni di dollari, il film ha incassato 40774679 $ in Nord America e 63497457 $ nel resto del mondo, per un totale di 104272136 $.

### Critica
Il film è stato apprezzato dalla critica e alcuni di essi lo hanno considerato uno dei migliori film dell'anno e tra i migliori film di fantascienza dell'anno.
Sull'aggregatore di recensioni Rotten Tomatoes ha un indice di gradimento del 68% basato su 319 recensioni, con un voto medio di 6,8 su 10. Su Metacritic ottiene un punteggio di 63 su 100 basato su 54 recensioni.

## Riconoscimenti
- 2024 – Premio Oscar[10]
  - Candidatura al miglior sonoro a Ian Voigt, Erik Aadahl, Ethan Van der Ryn, Tom Ozanich e Dean Zupancic
  - Candidatura ai migliori effetti speciali a Jay Cooper, Ian Comley, Andrew Roberts e Neil Corbould
- 2024 - Premio BAFTA[11]
  - Candidatura ai migliori effetti speciali
- 2024 - Critics' Choice Award[12]
  - Candidatura al miglior giovane interprete a Madeleine Yuna Voyles
  - Candidatura ai migliori effetti visivi
- 2024 - Satellite Award[13]
  - Candidatura ai migliori effetti visivi
- 2024 - Saturn Award[14]
  - Candidatura al miglior film di fantascienza
  - Candidatura ai migliori effetti speciali a Jay Cooper, Ian Comley, Andrew Roberts e Neil Corbould